# Professor Green
Stephen Paul Manderson (Hackney, Londres; 27 de noviembre de 1983), más conocido como Professor Green, es un rapero inglés.
En 2006 lanzó su primer mixtape, Lecture #1. Después de que su primera discográfica, The Beats, desapareciera, produjo su propio EP llamado The Green EP. Tras hacer un tour con Lily Allen, firmó con Virgin Records y lanzó el sencillo "I Need You Tonight". Más tarde colaboró con Lily Allen en "Just Be Good to Green".
Professor Green estrenó su álbum debut, Alive Till I'm Dead, el 19 de julio de 2010, el cual cuenta con colaboraciones de Emeli Sandé, Labrinth, Fink, Example y The Streets. Su segundo álbum, At Your Inconvenience, salió a la venta el 31 de octubre de 2011.

## Primeros años
Manderson nació en Hackney, East London, el 27 de noviembre de 1983, y fue criado por su abuela Patricia, desde que tenía un año. Su padre, Peter, se suicidó en 2008. Manderson habló de la muerte de su padre en la canción "Goodnight" del álbum Alive Till I'm Dead y de los problemas con su familia en "Read All About It" del álbum At Your Inconvenience.
Manderson dijo que "empezó a rapear accidentalmente" en una fiesta de un amigo suyo, donde todo el mundo estaba haciendo freestyle. Más tarde, ganó un concurso de freestyle llamado LyricPad, a pesar de que no tenía experiencia. Tras ir a LyricPad el siguiente mes, un observador de JumpOff se fijó en él. Allí ganaba todas las semanas, convirtiéndose en el campeón durante 7 semanas seguidas, racha que consiguió en dos ocasiones. En JumpOff, Mike Skinner de The Streets lo contrató para su discográfica The Beats. Manderson se ganó el apodo de "Professor Green": "Green" se refiere al cannabis, ya que vendía esta droga hasta que firmó con The Beats. "Professor" se debe a su inteligencia, a pesar de haber abandonado el colegio. Aunque le ofrecieron una plaza en la escuela St. Paul's en Barnes, él decidió ir a una escuela de educación secundaria en Tottenham.
El 23 de mayo de 2008, Manderson fue atacado con el cuello de una botella rota en un club nocturno de Shoreditch, East London. Más tarde el atacante fue castigado con 8 años en prisión.

## Carrera

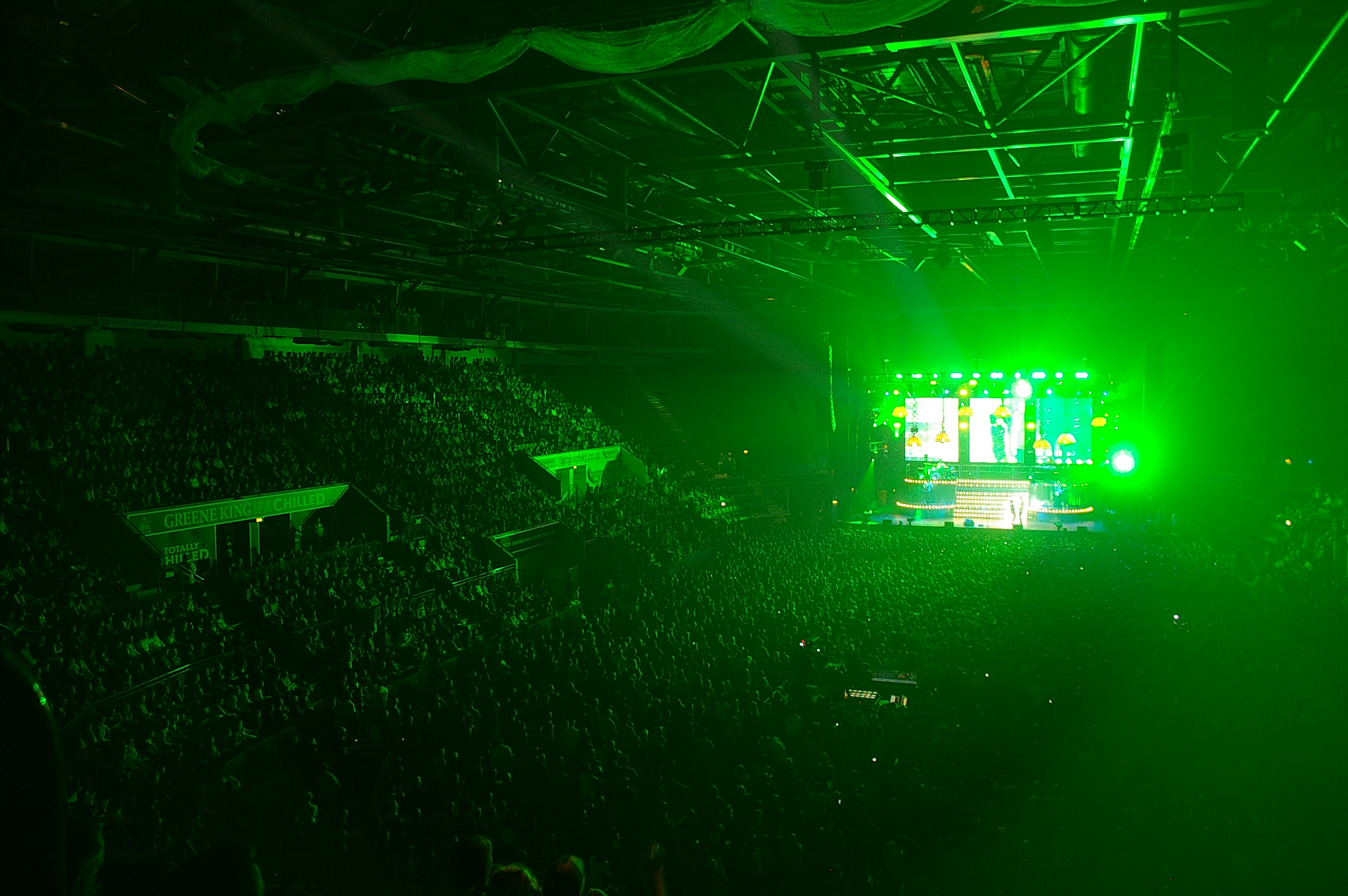
Actuación de Professor Green en el Trent FM Arena de Nottingham.

### 2010-11:Alive Till I'm Dead
Manderson confirmó el título de su álbum debut en su MySpace oficial. El primer sencillo del álbum se llamó "I Need You Tonight" y fue estrenado el 12 de abril de 2010. Llegó al puesto n.º 3 en el Reino Unido y fue certificado plata en ese país. Su segundo sencillo "Just Be Good to Green", con la colaboración de Lily Allen, fue lanzado el 11 de julio de 2010 en el Reino Unido. Llegó al número 5 en el UK Singles Chart. Su álbum fue estrenado una semana después, y llegó a la segunda posición en el Reino Unido. Ha sido certificado oro con más de 100.000 copias vendidas en el Reino Unido.
El 10 de septiembre de 2010, Professor Green y Lily Allen interpretaron en el estadio Wembley el éxito de Allen "Smile" y "Just Be Good to Green". El 8 de diciembre de 2010, se originó una riña en Twitter, entre Green y el artista de grime Wiley. La riña comenzó cuando Wiley dijo que Green no existiría si no hubiese sido por el éxito de Eminem, añadiendo que él es mejor artista que Green.

### 2011-12:At Your Inconvenience
El segundo álbum de Professor Green se llama At Your Inconvenience y fue estrenado el 31 de octubre de 2011. El primer sencillo oficial, "Read All About It", con la colaboración de Emeli Sandé, fue lanzado el 23 de octubre de 2011. El 30 de octubre llegó al número 1 del UK Singles Chart. 

### 2012-presente: nuevo álbum
Professor Green ha declarado via Twitter que está trabajando en su tercer álbum. Ha expresado su interés en trabajar con Lana Del Rey, Lily Allen, Ed Sheeran y Emeli Sandé. Algunos posibles productores para el álbum serían Mike Skinner, Ishi y Skrillex.

## Vida personal
Está en una relación con Karima McAdams. Su hijo, Slimane Ray Manderson, nació el 15 de marzo de 2021.

## Discografía
| Álbumes - Alive Till I'm Dead (2010) - At Your Inconvenience (2011) - monster (2012) | EPs/Mixtapes/ft - Lecture #1 (2007) - The Green EP (2008) - jungle (2010) - reat all about it (2011) - never be a right time (2012) - remedy (2012) |